# Betta chloropharynx
Betta chloropharynx је зракоперка из реда Perciformes и породице Osphronemidae. 

## Распрострањење
Ареал врсте је ограничен на једну државу. Индонезија је једино познато природно станиште врсте.

## Станиште
Станиште врсте су слатководна подручја. 

## Угроженост
Ова врста се сматра рањивом у погледу угрожености врсте од изумирања.